# Epitrix fasciata
Epitrix fasciata es una especie de insecto coleóptero de la familia Chrysomelidae. Fue descrita científicamente en 1918 por Blatchley.